# Молодо
Молодо̀ (на якутски: Муолада) е река в Азиатската част на Русия, Източен Сибир, Република Якутия (Саха), ляв приток на Лена. Дължината ѝ е 556 km, която ѝ отрежда 167-о място по дължина сред реките на Русия.
Река Молодо се образува от сливането на реките Молодо-Хангас-Анабила (36 km, лява съставяща) и Молодо-Унга-Анабила (67 km, дясна съставяща), водещи началото си от Лено-Оленьокското плато (крайната североизточната част на Средносибирското плато), на 233 m н.в., в северозападната част на Република Якутия (Саха). Първите 170 km, до устието на река Хастах (при 386 km) Молодо тече на юг, а следващите 59 km, до устието на река Долдин (при 327 km) – на изток в тясна и дълбока долина през източната част на Лено-Оленьокското плато. След това до устието си Молодо протича по обширната долина на река Лена, като тук долината ѝ става широка и плитка, а руслото ѝ силно меандрира по широката до 3 km заливна тераса. Между устията на реките Долдин и Сюнгюде (при 167 km) на протежение от 160 km молодо тече на югоизток, след това 119 km на североизток до устието на река Тит-Юряге (при 48 km) и последните 48 km до устието си отново на югоизток. Влива се отляво в река Лена, при нейния 413 km, на 17 m н.в., на 40 km южно от село Сиктях и е последният голям приток на Лена.
Водосборният басейн на Молодо има площ от 26,9 хил. km2, което представлява 1,08% от водосборния басейн на река Лена и се простира в северозападната част на Република Якутия (Саха).
Границите на водосборния басейн на реката са следните:
- на запад и северозапад – водосборния басейн на река Оленьок, вливаща се в море Лаптеви;
- на юг и север – водосборния басейн на река Моторчуна и други по-малки леви притоци на Лена.

Река Молодо получава множество притоци с дължина над 10 km, като 4 от тях са с дължина над 100 km:
- 167 ← Сюнгюде 466 / 9550
- 70 → Муогдан 142 / 1630
- 48 → Тит-Юряге 175 / –
- 20 → Усунку 179 / 2880

Подхранването на реката е основно снежно. Пълноводието ѝ е през пролетта, а през лятото в резултат на поройни дъждове са наблюдават епизодични прииждания. Среден многогодишен отток в устието 175 m3/s, което като обем се равнява на 5,523 km3/год. Молодо замръзва през декември, а се размразява през май. В горното течение замръзва до дъно.
По течението на реката няма постоянни населени места.